# Parc de Can Barriga
El Parc de Can Barriga està situat al barri de Bufalà de Badalona

## Història i descripció
Inaugurat el 1993, es va construir sobre una part dels terrenys de Can Barriga. Les dues masies i els seus voltants són avui ocupats per una escola d'educació especial.
És de petites dimensions, amb sols 0,52 ha, i està dividit en dos nivells. Es troba delimitat per l'avinguda de Martí Pujol i els carrers de Tànger i Xaloc, amb accessos pels dos primers, adaptat als discapacitats. Està estructurat en tres zones: la més propera a l'avinguda de Martí Pujol està totalment coberta de gespa i compta amb vegetació arbustiva; la segona està coberta amb sauló, on es troben els jocs infantils i la zona de descans; per acabar, el talús que permet arribar fins al carrer de Tànger. En general, la vegetació compta amb arbres d'origen mediterrani, pins i alzines, compartint l'espai amb arbres més exòtics com les xicrandes i els pebrers bords. A més, cal sumar-hi els arbres de l'antiga finca de Can Barriga. Cal destacar que el reg es fa amb aigua provinent del pou de la masia, és compartida amb el parc pròxim de Nelson Mandela.

## Transports
Té accés amb autobús per l'avinguda de Martí Pujol, operats per TUSGSAL.
- B2 (Badalona Canyadó - Sta. Coloma H. Esperit Sant)[4]
- B6 (Badalona H. Can Ruti - Badalona Estació Rodalies)[5]
- B9 (Badalona Bonavista - Bufalà - La Morera - Bonavista)[6]
- B26 (Badalona H. Can Ruti - St. Adrià de Besòs Estació Rodalies)[3]
- N11 (Barcelona Pl. Catalunya - Badalona H. Can Ruti)[3]